# Società Sportiva Ambrosiana 1928-1929
Questa voce raccoglie le informazioni riguardanti la Società Sportiva Ambrosiana nelle competizioni ufficiali della stagione 1928-1929.

## Stagione
Il regime fascista aveva costituito a Milano nel 1927, in seno alla Federazione Provinciale Fascista Milanese, l'Ente Sportivo Provinciale Fascista (ESPF), ponendo alla presidenza Rino Parenti e quale segretario Ernesto Torrusio; quest'utimo, nel frattempo, era diventato vice-podestà di Milano e presidente dell'Unione Sportiva Milanese. L'ESPF, in ossequio alle direttive emanate dal regime – che prevedevano la riduzione delle società calcistiche nelle massime categorie nazionali –, ordinò nell'agosto 1928 la fusione dell'US Milanese (USM) e dell'Inter, ponendo alla dirigenza della nuova società risultante il commissario Ernesto Torrusio. Torrusio si presentò perciò a fine agosto dal presidente interista Senatore Borletti, con le credenziali fornite dell'ESPF, per assumere la direzione della società nerazzurra.
Si rivelarono inutili le successive missive inoltrate da Borletti e dal Consiglio Direttivo dell'Inter ai dirigenti fascisti, supplicandoli di evitare la fusione, e perciò in data 30 agosto 1928 Torrusio si palesò alla sede interista in via Unione e assunse l'incarico attribuitogli dall'ESPF: annunciò che la società sorgente dalla fusione si sarebbbe chiamata Società Sportiva Ambrosiana e avrebbe utilizzato i colori della città di Milano, inserendoli su una maglia bianca con striscia orizzontale nerazzurra – presto mutata in una croce rossa –, stemma comunale e fascio littorio. A coronare il raggiunto "accordo" fra le due compagini milanesi, pronto arrivò il telegramma del nuovo presidente del CONI, Augusto Turati (appena nominato in sostituzione di Lando Ferretti), il quale inviò i suoi personali auguri al commendator Rino Parenti, Presidente dell'ESPF.
Al 5 di settembre erano ancora in atto rimostranze dei vecchi dirigenti nerazzurri verso la dirigenza dell'ESPF, mentre la squadra rugbystica riprendeva l'attività sul campo di via Sismondi (non ancora definito come "Campo Virgilio Fossati") utilizzando ancora la vecchia denominazione dell'USM. Il giorno 6 settembre arrivò da Roma il capo ufficio sportivo del Partito Nazionale Fascista, dottor Michele Favia del Core, per cercare di mettere a punto i dettagli dell'accordo, non ancora raggiunto; ripartì per la capitale la sera successiva, per riferire a Turati le proposte fatte dai due club. L'ufficializzazione della nuova denominazione avvenne soltanto il 10 settembre in occasione della presentazione delle squadre partecipanti al "Trofeo Lombardi e Macchi", che si doveva svolgere a San Siro il 16 e 20 settembre 1928. Nacque così la Società Sportiva Ambrosiana, nuovo sodalizio che, assieme ai concittadini milanisti, andava ora a rappresentare il capoluogo lombardo sul palcoscenico nazionale.
L'Ambrosiana prese parte in questa stagione al campionato di  Divisione Nazionale – nell'ultima edizione giocata su gironi plurimi, prima dell'adozione dalla stagione seguente della formula a girone unico –: i crociati vennero inseriti nel girone B, chiuso al sesto posto in classifica, con un finale di torneo in netto calo, piazzamento che non bastò alla formazione per essere ammessa alle finali nazionali. Ciò nonostante l'Ambrosiana risultò capace di fare più gol di tutti, 95 contro gli 84 del Bologna capolista del girone B, e poi vincitore dello scudetto. La squadra milanese ottenne comunque l'accesso agli spareggi per la partecipazione alla Coppa dell'Europa Centrale, da dove uscì sconfitta per mano della Juventus.

## Divise
In sostituzione delle precedenti divise dell'Internazionale (a strisce verticali nerazzurre) e della Milanese (a scacchi bianconeri), per la neonata Ambrosiana venne disegnata una nuova uniforme, ispirata allo stemma cittadino: una maglia bianca, con una grande croce dipinta di rosso sul petto; al centro della suddetta croce, era inoltre inserito un bollo bianco inglobante il fascio littorio. La muta era completata da pantaloncini neri, e calzettoni pure neri con risvolti biancorossi. Tuttavia, i tifosi mal digerirono il cambio di colori sociali, tanto che dal 19 maggio 1929 – in occasione di un'amichevole contro il Newcastle Utd – la squadra tornò a vestire i vecchi colori nerazzurri.
| Internazionale | Milanese | Ambrosiana |

## Rosa
| N. |                   | Ruolo | Calciatore         |
| -- | ----------------- | ----- | ------------------ |
|    | Italia (bandiera) | P     | Valentino Degani   |
|    | Italia (bandiera) | P     | Bonifacio Smerzi   |
|    | Italia (bandiera) | D     | Luigi Allemandi    |
|    | Italia (bandiera) | D     | Giovanni Bolzoni   |
|    | Italia (bandiera) | D     | Guido Gianfardoni  |
|    | Italia (bandiera) | D     | Giuseppe Grigoli   |
|    | Italia (bandiera) | D     | Ferruccio Maranesi |
|    | Italia (bandiera) | D     | Romolo Marinari    |
|    | Italia (bandiera) | D     | Silvio Pietroboni  |
|    | Italia (bandiera) | D     | Livio Semelli      |
|    | Italia (bandiera) | D     | Stefano Visca      |
|    | Italia (bandiera) | C     | Antonio Blasevich  |

| N. |                   | Ruolo | Calciatore            |
| -- | ----------------- | ----- | --------------------- |
|    | Italia (bandiera) | C     | Armando Castellazzi   |
|    | Italia (bandiera) | C     | Luigi Ciminaghi       |
|    | Italia (bandiera) | C     | Bruno Katzianka       |
|    | Italia (bandiera) | C     | Alberto Pignattelli   |
|    | Italia (bandiera) | C     | Enrico Rivolta        |
|    | Italia (bandiera) | C     | Pietro Serantoni      |
|    | Italia (bandiera) | C     | Giuseppe Viani        |
|    | Italia (bandiera) | A     | Giulio Balestrini     |
|    | Italia (bandiera) | A     | Leopoldo Conti        |
|    | Italia (bandiera) | A     | Alessandro Mazzoletti |
|    | Italia (bandiera) | A     | Giuseppe Meazza       |
|    | Italia (bandiera) | A     | Umberto Visentin      |

## Risultati

### Divisione Nazionale

#### Girone di andata
| Arbitro: | R. Barlassina (Novara) |

|  |           |                                 |
|  | Marcatori | 55’, 63’ Blasevich 88’ G. Viani |

| Arbitro: | Mattea (Casale Monf.) |

|                                                     |           |             |
| Conti 5’ Meazza 15’ Blasevich 18’ G. Viani 35’, 82’ | Marcatori | 71’ Bertoli |

| Arbitro: | Turbiani (Ferrara) |

|                                           |           |               |
| L. Bajardi 3’, 10’ Lepora 5’ C. Villa 29’ | Marcatori | 86’ Blasevich |

| Arbitro: | Turra (Padova) |

|                                         |           |              |
| Blasevich 19’, 56’ Meazza 39’, 42’, 49’ | Marcatori | 78’ Giuliani |

| Arbitro: | Dani (Genova) |

|              |           |  |
| Bonesini 10’ | Marcatori |  |

| Arbitro: | Mattea (Casale Monf.) |

|                |           |               |
| Pietroboni 89’ | Marcatori | 55’ A. Busini |

| Arbitro: | Osti (Ferrara) |

|            |           |                             |
| Serdoz 38’ | Marcatori | 77’ Blasevich 86’ Allamandi |

| Torino 25 novembre 1928 8ª giornata | Juventus      | 0 – 0 | Ambrosiana | Stadio di Corso Marsiglia\| Arbitro: \| R. Barlassina \| |
| Arbitro:                            | R. Barlassina |       |            |                                                          |

| Arbitro: | Pessato (Monfalcone) |

|                                       |           |              |
| Visentin 19’ Blasevich 39’ Meazza 83’ | Marcatori | 89’ G. Lamon |

| Arbitro: | Dani (Genova) |

|            |           |                                            |
| Miconi 37’ | Marcatori | 2’ Meazza 5’, 29’ Blasevich 42’ Balestrini |

| Arbitro: | Mattea (Casale Monf.) |

|                                                          |           |            |
| Levratto 1’, 83’ E. Bodini 17’, 38’, 76’ G. Chiecchi 55’ | Marcatori | 47’ Meazza |

| Arbitro: | Lenti (Genova) |

|                                                                     |           |             |
| Conti 4’, 86’ Viani 7’ Mazzoletti 9’ Meazza 34’, 41’, 45’, 61’, 83’ | Marcatori | 9’ Civinini |

| Arbitro: | Turbiani (Ferrara) |

|  |           |                   |
|  | Marcatori | 36’, 54’ Visentin |

| Arbitro: | Carraro (Padova) |

|                                                                          |           |               |
| Meazza 4’, 27’, 50’ Rivolta 6’, 17’ Blasevich 23’ Visentin 62’ Conti 75’ | Marcatori | 88’ Pampaloni |

| Arbitro: | Galassi (Torino) |

|                                                                                      |           |  |
| Gaia 14’ (aut.) Visentin 16’ Rivolta 35’ (rig.) Baggiore 37’ (aut.) Meazza Conti 88’ | Marcatori |  |

#### Girone di ritorno
| Arbitro: | Galassi (Torino) |

|                             |           |  |
| Rivolta 23’ Meazza 61’, 76’ | Marcatori |  |

| Arbitro: | Scarpi (Dolo) |

|                  |           |                                               |
| F. Valeriani 70’ | Marcatori | 27’ Rivolta 62’ Conti 77’ Visentin 89’ Meazza |

| Arbitro: | P. Barlassina (Novara) |

|                                           |           |  |
| Blasevich 21’ Pietroboni 50’ Visentin 61’ | Marcatori |  |

| Brescia 24 febbraio 1929 19ª giornata | Brescia               | 0 – 0 | Ambrosiana | Stadium di Viale Piave\| Arbitro: \| Mattea (Casale Monf.) \| |
| Arbitro:                              | Mattea (Casale Monf.) |       |            |                                                               |

| Arbitro: | Carraro (Padova) |

|                                                                                   |           |  |
| Blasevich 2’ Meazza 11’, 33’, 37’ Carra 35’ (aut.), 53’ (aut.) Conti 6’, 14’, 42’ | Marcatori |  |

| Arbitro: | Mattea (Casale Monf.) |

|                                 |           |             |
| A. Busini 19’ Schiavio 44’, 65’ | Marcatori | 49’ Rivolta |

| Arbitro: | Galassi (Torino) |

|                                                               |           |              |
| Meazza 11’, 34’, 49’ Blasevich 36’, 64’, 81’, 89’ Rivolta 42’ | Marcatori | 48’ Mihalich |

| Arbitro: | Pessato (Monfalcone) |

|                                      |           |                         |
| Meazza 9’, 34’ Conti 14’ Rivolta 42’ | Marcatori | 71’ Munerati 83’ Sanero |

| Arbitro: | Osti (Ferrara) |

|              |           |  |
| G. Lamon 28’ | Marcatori |  |

| Arbitro: | Beretta (Novi Ligure) |

|                                                                           |           |                       |
| Meazza 15’, 44’, 61’ Blasevich 17’, 40’, 85’ Viani 30’ Serantoni 38’, 43’ | Marcatori | 20’ Gorini 26’ Padoan |

| Arbitro: | Mattea (Casale Monf.) |

|  |           |           |
|  | Marcatori | 38’ Catto |

| Arbitro: | Pessato (Monfalcone) |

|           |           |  |
| Barni 40’ | Marcatori |  |

| Arbitro: | R. Barlassina (Novara) |

|  |           |            |
|  | Marcatori | 50’ Moroni |

| Arbitro: | Ciamberlini (Genova) |

|                                             |           |               |
| Sallustro 3’, 9’ Buscaglia 16’ Gariglio 26’ | Marcatori | 77’ Serantoni |

| Arbitro: | R. Barlassina (Novara) |

|                        |           |                |
| Tibi 35’ E. Martin 37’ | Marcatori | 44’ Balestrini |

### Coppa dell'Europa Centrale

#### Qualificazioni FIGC
| Arbitro: | Turbiani (Ferrara) |

|              |           |  |
| Munerati 47’ | Marcatori |  |